# Anton G. Leitner

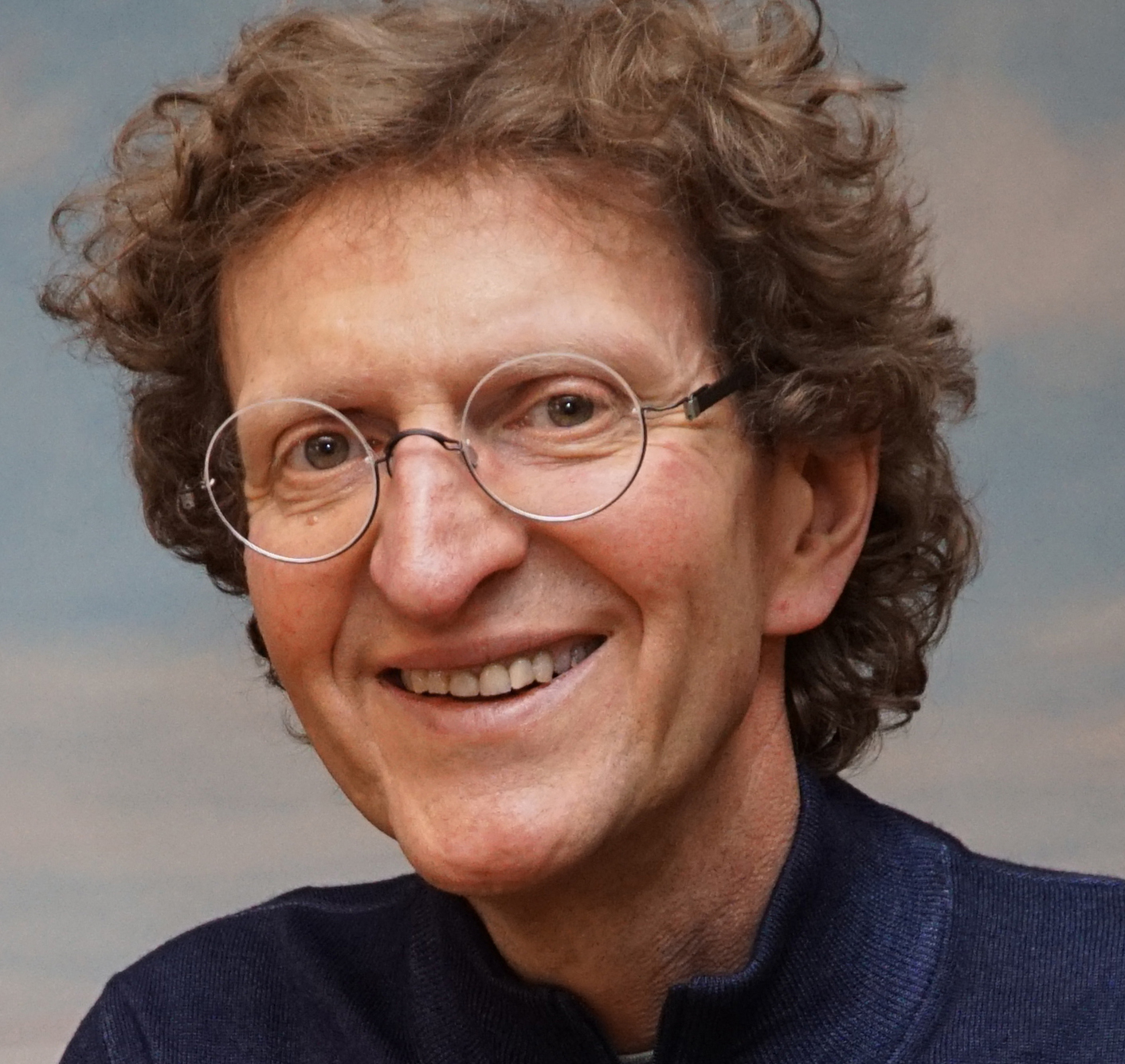
Anton G. Leitner (2020)

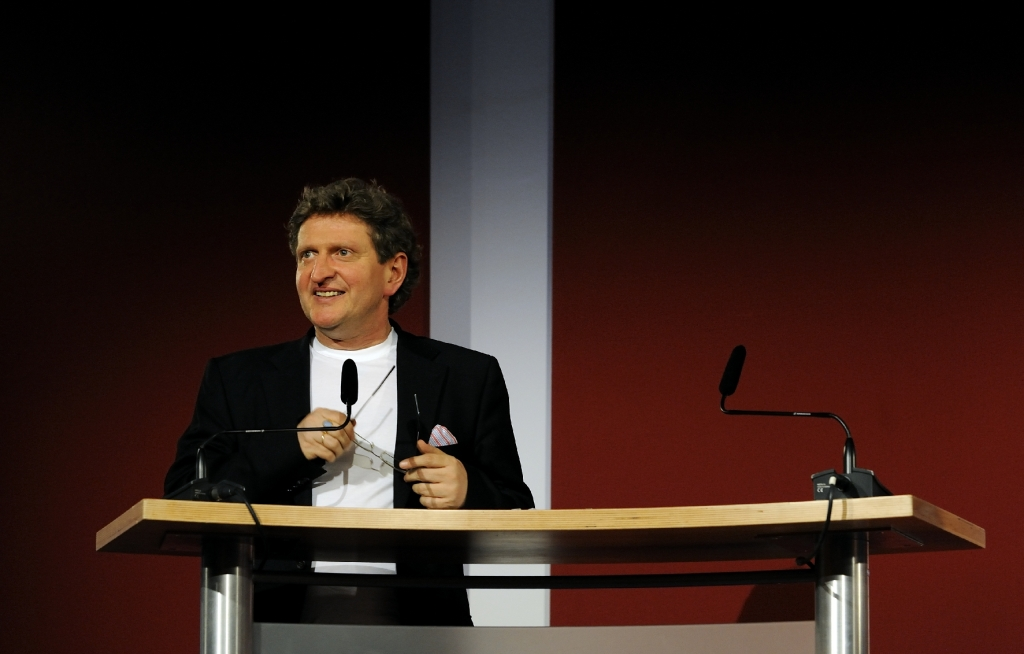
Anton G. Leitner am 23. Oktober 2012 im Literaturhaus München beim "Internationalen Gipfeltreffen der Poesie"

Anton G. Leitner (* 16. Juni 1961 in München) ist ein deutscher Schriftsteller und Verleger.
Er arbeitet auch als Herausgeber, Rezitator und Literaturveranstalter. Seit 1980 edierte Leitner unter anderem für Artemis & Winkler, dtv, dtv/Hanser, Goldmann und Reclam über 40 Anthologien. Er ist Mitbegründer und Herausgeber der Zeitschrift Das Gedicht, die seit 1993 erscheint.
Leitner publiziert überwiegend Lyrik, daneben auch Erzählungen, Essays, Literaturkritiken sowie Kinder- und Hörbücher.

## Leben
Anton G. Leitner studierte nach dem Abitur 1981 am humanistischen Wittelsbacher-Gymnasium in München von 1982 bis 1988 Rechtswissenschaften und Philosophie an der Ludwig-Maximilians-Universität München. Im Anschluss an die Erste Juristische Staatsprüfung 1989 absolvierte er von 1990 bis 1993 das juristische Referendariat beim Oberlandesgericht München. 1992 gründete er in Weßling den gleichnamigen Verlag, um neben Latein-Lernhilfen die Jahresschrift DAS GEDICHT zu publizieren.
Seit 1991 ist er mit der Ärztin Felizitas Leitner verheiratet. Er lebt und arbeitet (seit April 1993 im Hauptberuf) als Autor, Kritiker, Herausgeber und Verleger in Weßling (Kreis Starnberg)." Schon als Gymnasiast veröffentlichte Leitner parallel mit seinem Jugendfreund Helmut Krausser erste Privatdrucke.

### Initiative Junger Autoren

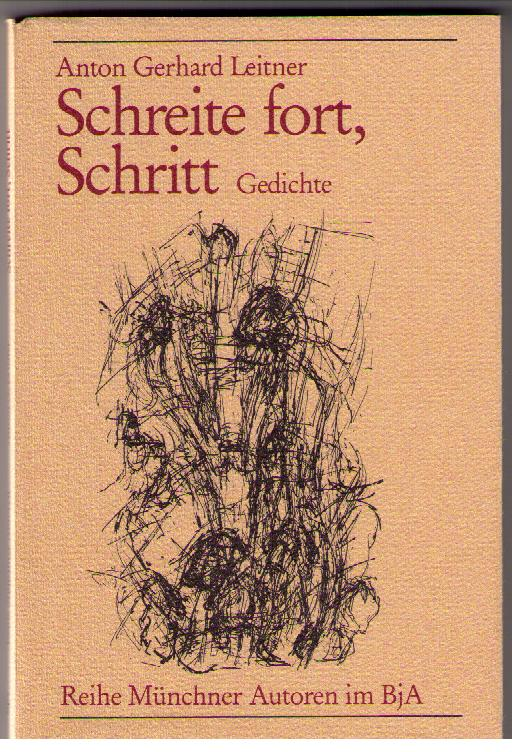
Cover Schreite fort, Schritt (1986), illustriert von Michael Gattnarzik

Zusammen mit Friedrich Ani, Michael Lentz, Nicola Bardola und anderen gründete Anton G. Leitner Anfang der 1980er Jahre die Initiative Junger Autoren (IJA) und war bis 1991 deren Vorsitzender. Unter seiner Ägide veranstaltete die IJA 1988 im Münchner Gasteig-Kulturzentrum in Zusammenarbeit mit IBM-Deutschland das Festival Interaktionen / Tage junger Literatur, die bis zu diesem Zeitpunkt größte Literaturveranstaltung in der bayerischen Landeshauptstadt. Der Tagesspiegel schrieb amüsiert über die unabhängige Organisation: „Diese junge Schreibbewegung erschöpft sich nicht in intimen Orangentee-Lesungen.“
Organ der IJA war das Münchner Flugblatt für junge Literatur, Der Zettel. Viele Schriftsteller veröffentlichten dort ihre ersten Gedichte, hin und wieder verstärkt durch internationale Autoren wie Wladimir Sorokin.

### Lyrik
Zu Leitners umfangreichem literarischen Werk zählen bislang zwölf Lyrikbände und zwei Booklets. Seine Gedichte erscheinen darüber hinaus in Zeitschriften, Tageszeitungen, in Funk und im Fernsehen (u. a. in Brigitte, mare, Süddeutsche Zeitung, Die Zeit, BR, Radio Bremen sowie in der Deutschlandradio-Kultur-Sendung „Lesart“ die Originalton-Trilogie „Wenn Verse locken“. Seine Lyrik wurde in zahlreiche Sammelbände aufgenommen. Die lyrischen Entwürfe Leitners stehen im Spannungsfeld der umfangreichen editorischen Arbeit des Autors (siehe unten), die seine Poesie informiert, prägt und in eine einzigartige produktionsästhetische Situation stellt, wie es viele Beobachter seiner Arbeit hervorheben. Im Hinblick auf die Einordnung der Person Anton G. Leitners als Lyriker schrieb Manfred Lange 1986: „Er ist schwer einzuordnen, und das macht ihn sympathisch. Er bietet keine fertige Weltanschauung, sondern Gedanken, Schnitte, Appelle zu einem Aufbruch.“

#### „So! Hör auf / Die Ruhe der / Gegenstände:“ Lyrik als Sollbruchstelle

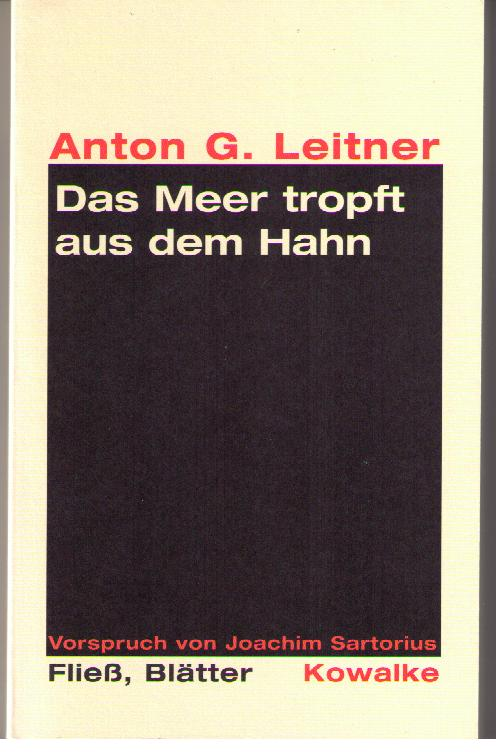
Cover Das Meer tropft aus dem Hahn (2001)

Den lyrischen Ansatz Leitners verorteten einige Kommentatoren in einer Fuge zwischen Moderne und Postmoderne. Die Süddeutsche Zeitung stellte fest, dass „die Eroberung des Neulands zwischen den Wörtern statt[finde],“ in einem sprachlich umcodierten Terrain, wo „sich ein großer Raum zwischen den scheinbar gesicherten Zusammenhängen auftut.“ Seine Lyrik erfasse die Wirklichkeit im Fragment, in dem die Wahrnehmung gebrochen wird, ohne jedoch bei bloßen Bruchstücken zu verharren, „da die Leitnersche Technik der Fragmentarisierung und der stete spielerische Wechsel der Tonfälle und Blickwinkel in einem Ganzen aufgehoben sind.“ Die unmittelbare Evidenz der Bilder, die Leitner mit seinen Versen offeriert, bemerken seine Verfechter wie seine Verächter. In der Hamburger Wochenzeitung Die Zeit schrieb Alexander Nitzberg: „Das verbale Blendwerk bildet meistens nur den äußeren Rahmen für Sätze voller Stille und Poesie.“ Was Nitzberg, aber auch beispielsweise Joachim Sartorius hier am Werk Leitners charakterisieren, ist eine Gestalt der Lyrik, die zwiespältig zwischen vordergründiger Offensichtlichkeit und unergründlicher Magie die Waage hält. Leitner, der Lyriker, erreicht „in der Kunst des Enjambements einen Gipfel der beinahe an Scharlatanerie grenzt“ (Nitzberg). Weiterhin bemerkte Nitzberg, dass Leitner „keine plätschernde Ozeanwelle mehr, nur noch kleine schmerzhafte Tropfen“ vorführe.

#### Stil und Technik
Leitner unterläuft den traditionellen Versbau durch den systematischen Einsatz des Enjambements, wodurch eine multiple Kodierung der Zeilen erreicht wird. Steffen Jacobs beispielsweise bemerkte dieses Verfahren bei einer Besprechung des Gedichts Abends, immer in Die Welt: „Anton G. Leitners Gedicht Abends, immer bietet interessantes Anschauungsmaterial für eine Extremform des Enjambements: hier gibt der Zeilenfall dem Gedicht oft eine völlig neue Richtung. Am Start scheint uns Leitners Gedicht in ein Auto setzen zu wollen: 'Abends, immer // Öfter im Stau.' Dann aber biegt es in eine dynamische Paarkonstellation ab: 'Am liebsten // Liegt er / Schief. Sie // Steht auf.' Ein spannungsreicher Dialog könnte gemeint sein, aber auch ein Stellungswechsel erotischer Art.“ Da Leitner eine „Zertrümmerung des Satz- und Wortzusammenhangs“ in seinen Gedichten inszeniert, erzeugt er verfremdende Effekte, die eingeschliffene Sprach- und Bildelemente der Alltagssprache neuen Interpretationen zuführen. In Kombination mit einer extrem verknappten Sprache eignet sich der Leitnersche Duktus besonders gut, um Phänomene der Gegenwart ins Gedicht zu holen: „Seine Verse spiegeln die Hochgeschwindigkeitsgegenwart im Takt der neuen Zeit, kein Wort, keine Silbe, kein Buchstabe zu viel.“ „Immer wieder arbeitet Leitner mit sich überkreuzenden und überlagernden semantischen Vektoren, die paradoxe Effekte erzeugen und zu überraschen vermögen. Immer wieder vermischt er Wortfamilien, durchquert Wortfelder, trennt Komposita, fädelt ungewöhnliche Assoziationsketten ein und zerreißt jene, die wir erwarten.“

#### Lyrik als Form der Zeitkritik
Schon sehr früh beobachtete der Literaturwissenschaftler Ulrich Johannes Beil die spezifische Form der Kritik, die in Leitners Poesie hervortritt: "Leitner schafft sich mit der Sprache den Widerstand, den ihm die Realität schon nicht mehr bietet." Diesen Impuls notiert auch Fritz Deppert in einer Rezension, darin er auf die eigentümliche Spannung von „Liebe und Gesellschaftskritik“ im Hinblick auf Leitners Gedichtband Schreite fort, Schritt verweist. Leitner variiere häufig das Motiv der Unbestimmtheit, wie Lutz Rathenow bei einer Analyse des Gedichts Engel in Die Welt bemerkt: „Anton G. Leitner geht weiter: Und wenn die Engel nicht mehr wissen, was sie sind und sein sollen? Sie sind in diesen schlanken, aus 27 Worten bestehenden Gedicht vor allem eins: erschöpft. Dem Autor gelingt es, fast jedes Wort so mehrdeutig zu platzieren, dass das Gedicht mehr Fragen aufwirft als Antworten liefert.“
Während manche Kommentatoren vor einem angeblichen „Pessimismus“ kapitulieren, akzentuieren andere gerade den Aspekt der „zynischen Vernunft“:

„Arbeitet Leitner also an einer Art Lyrik der zynischen Vernunft? Vielleicht [...]. Es sind Gedichte, die an Haikus, an Leitners Vorbilder G. Ungaretti, J. Ritsos, J. R. Jimenez und nicht zuletzt an Karl Krolow, den Meister der lyrischen Schwerelosigkeit, erinnern - Gedichte, die freilich ein wenig verirrt oder verloren wirken zwischen den anderen, wie mit Preßluft gehämmerten Texten. 'Alles, was ich brauche / Um mich: Du, will sagen / Bist der Halt, aber drehst dich / Mit mir im Kreis', heißt es zum Beispiel in 'KLEINE WELT RUNDE'. Zugleich beweisen diese Gedichte, dass sich der Übermacht unserer Talk-Show-Kultur immer wieder ein wenig Raum abgewinnen lässt für Miniaturen, für die 'Weisheit / Einer Melonenfrucht', für Rück-Blicke auf die Antike des Catull oder des Properz - dass sich da und dort Nischen finden für Verse wie diese: 'Mein Haus / Ist dunkel, / Weil es auf / Schatten / Gebaut ist.'“

Der Gestus der Kritik, worin der Subjektkern jeglicher Maßstäbe ledig geworden ist, rückt besonders Leitners lyrisches Werk in den Geist des philosophischen Existenzialismus. Thomas Krüger hält das Ringen um Authentizität, das sich in Leitners Werk dokumentiert, in einer Rezension in Die Horen, fest: „Die ironische Brechung dieses Versuchs ist der Beweis, dass es im Umfeld von Marktorientierung, politischer Orientierungslosigkeit und der zur Marke getragenen Eitelkeiten keine authentische Existenz gibt – nicht einmal mehr deren glaubhaftes Trugbild mit dem Namen Utopie.“

#### Humor ‒ Ironie ‒ Parodie

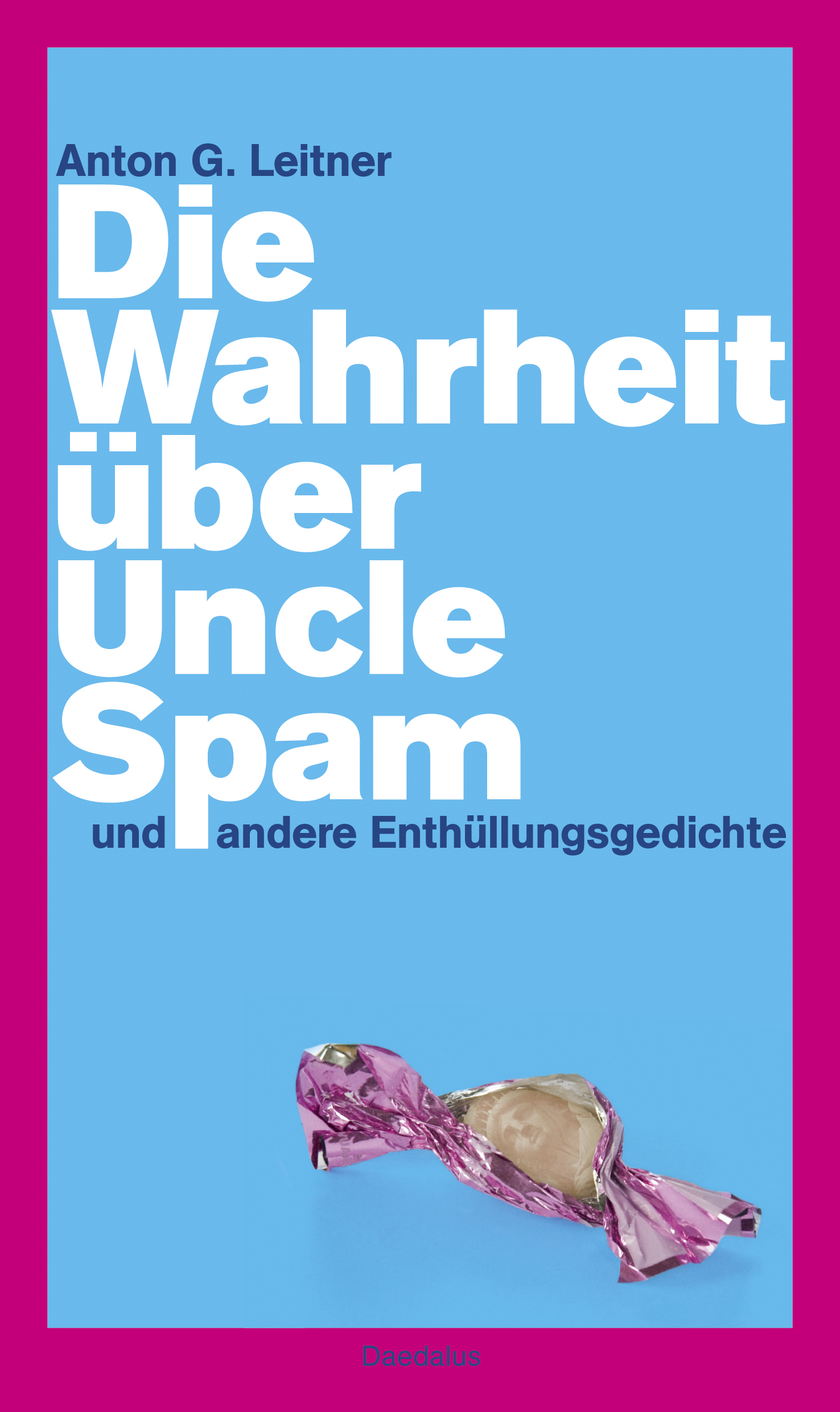
Cover Die Wahrheit über Uncle Spam, 2011

Entgegen der Meinung einiger Verächter, die der Leitnerschen Lyrik eine gewisse Unverständlichkeit attestieren möchten, urteilen andere, wie die Süddeutsche Zeitung z. B. im Bezug auf Die Wahrheit über Uncle Spam, seine Verse seien "spielerisch leicht und luftig, [...] weil er jeglichem falschen Tiefgang misstraut, sind seine Miniaturen vergnüglich zu lesen." Während dem jungen Leitner "Pessimismus" vorgeworfen worden war, verleihen ihm neuerdings Kritiker wie Salli Sallmann das Prädikat Spaßmacher: „Leitner will den alltäglichen Wahn- und Unsinn, der uns umgibt, offenlegen, aber eben spielerisch, und nicht mit irgendwelchen moralinsauren Zeigfingern.“ Bei zahlreichen Besprechungen hebt die Kritik Leitners Hang zur aufklärerischen Ironie hervor. Peter Kapp schrieb in der Rheinischen Post hinsichtlich des Lyrik-Bandes Der digitale Hai ist high: "mit deftigem Sprachwitz und vertrackten Wortspielereien macht Leitner Lust auf Poesie." Leitner verstecke sich nicht hinter Fiktionen der Seriosität: "Von der weit verbreiteten Ansicht, Gedichte taugten nur fürs stille Kämmerlein, hält der Verleger und Publizist gar nichts: Poesie gehört in den Alltag, und sie soll Spaß machen." Günter Kunert meint im Vorwort zu Der digitale Hai ist high: "Selten, dass ein Lyriker drei besondere Eigenschaften zugleich und gebündelt aufweist, wie Anton G. Leitner. Der Mann hat Sprachempfinden und Sprachlust, Sex im Kopf und, wo kommt das schon vor?, Humor, Witz, Mutterwitz. Eine in der deutschen Poesie kaum vorhandene Mischung."

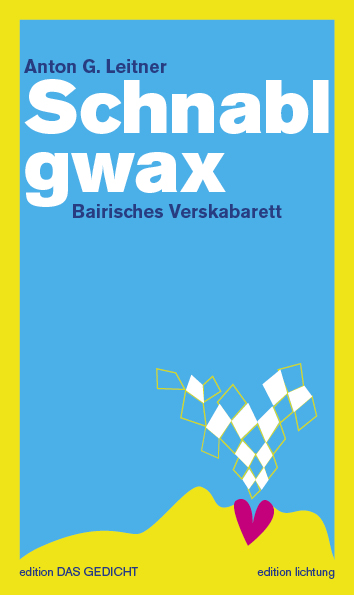
Cover Schnablgwax, 2016

Auch die lyrischen Erzählungen, die Leitners Veröffentlichung Schnablgwax. Bairisches Verskabarett (2016) enthalten, sind mit karikierenden und humoresken Stilmitteln durchsetzt. Mit dem Wechsel in die oberbairische Mundart knüpft der Autor hier an seine sprachlichen Wurzeln an. Sabine Zaplin bestätigt Leitner Gemeinsamkeiten mit Georg Queri, dem Autor von Kraftbayrisch und Bauernerotik und Bauernfehme in Oberbayern, und findet in seinen "Gedichtgeschichten": "die Lust an der Provokation, das untrügliche Gefühl für Doppelbödigkeiten und eine feine Antenne für die Zwischentöne der Sprache". Rudolf Siegl von MUH. Bayerische Aspekte betont den lustvollen Gebrauch des Dialekts, der mit dem Inhalt der Gedichte korrespondiert: "Rund und weich fließt das Bairische, aber durch all die Lautmalerei klingt in jedem Verserl die Anarchie durch. So entsteht aus den Alltagsbeobachtungen ein pointiertes Porträt bayerischer Wesensart, mal derb, mal hintersinnig, mal dickschädlig, immer recht unaufgeregt – so hat man die Oberbayern durchaus im Ohr. "

#### Lyrik im Spiegel der Öffentlichkeit
Nicht nur um die Person, sondern auch im Vollzug des Werks von Anton G. Leitner tritt die literarische Gattung der Poesie in den Mittelpunkt öffentlicher Debatten, sodass Salli Sallmann im RBB Kulturradio bei der Besprechung des Gedichtbandes Die Wahrheit über Uncle Spam sagt: "Er ist einer, der unermüdlich für die öffentliche Wahrnehmung des literarischen Genres Gedicht kämpft."
Die Offenheit der Leitnerschen Lyrik führt dazu, dass "keine preziösen Verse zur einsamen Freude der Germanistenzunft" entstehen, "vielmehr wendet er sich an ein breites Publikum." Gerade dieser Zug seiner Lyrik, ihre Akzeptanz und Zugänglichkeit, macht die Person Leitners zum Kristallisationspunkt öffentlicher Debatten über die Rolle der Lyrik in der Gesellschaft: "Während sich viele zeitgenössische Lyriker kraftlos im Trockenen abstrampeln, bewegt sich Leitner geschmeidig durchs aufgewühlte Sprachmeer."

Cover Wadlbeissn, 2021

So ist seine Motivik und thematische Ausarbeitung auf eine reale Situation der Rezeption hin entwickelt und zielt auf ein breiteres literarisches Publikum. Die Ausgangsfigur seiner Gedichte ist die Neugier, die auch ein Engagement für sein lyrisches Projekt rechtfertigt: "Wir alle können freie und engagierte Verlage unterstützen. Eine solidarische Neugier von unseren Lesern auf deren Bücher kann erste Hilfe zum Überleben leisten. Denn die Lyrik lebt vor allem vom Engagement verlegerischer Enthusiasten." Leitner schreibt nicht mit dem Rücken zum Publikum, sondern bindet "die Lyrik in eine normale Alltagskommunikation" ein. Die intentionale Struktur dieses Kompositionsprinzips stößt freilich bei einigen Lyrikern, die sich von der Suche nach einem Publikum verabschiedet haben, auf Widerstand wie die von Axel Kutsch angestoßene Debatte um eine pluralistischere Förderung der Gattung Lyrik im Jahr 2011 zeigte. Während sich manche Lyriker und Verleger über Kutschs Forderungen empörten, verteidigte ihn Anton G. Leitner und sagte: "Manche Kommentare [mancher zeitgenössischer Poeten] lesen sich fast so, als wären sie von aufgescheuchten Kindern gepostet worden, denen zuvor ihre Eltern bzw. Vater Staat mit Taschengeld-Entzug gedroht hätten." Leitner unterstrich hier, dass Lyrik, die öffentlich gefördert sein will, sich der Öffentlichkeit auch erschließen müsse; andernfalls müsse sie sich aus privaten Ressourcen speisen. Hierbei handelte es sich nicht um eine subventionspolitische Debatte, sondern um eine Debatte um die produktionsökonomischen Bedingungen von zeitgenössischen Ästhetiken. Bei einem öffentlich alimentierten Poeten müsse man, so Leitner, beachten, dass "ihn nicht die Lyrik, also seine Leserschaft, ernährt, sondern Subventionen und Preisgelder, die größtenteils aus Steuergeldern stammen."

## Tätigkeit als Herausgeber
Zwischen 1980 und 2018 edierte Leitner u. a. für Artemis & Winkler, dtv, dtv/Hanser, Goldmann und Reclam über 40 Anthologien. Von 2007 bis 2008 gab er in der edition Chrismon eine eigene Lyrik-Reihe heraus. Im Februar 2007 ist seine CD "Herzenspoesie" beim Eichborn Verlag erschienen. Sie enthält seine liebsten Liebesgedichte und versammelt neben eigener Liebeslyrik u. a. Poesie von Goethe, Heine, Klabund, Wedekind und Gernhardt.
Anton G. Leitner wurde in seiner Tätigkeit als Herausgeber stilprägend für einen unverkrampften und neuen Umgang mit Poesie bei einer breiteren Leserschaft, wie u. a. Hanns-Josef Ortheil in seiner Rezension der Anthologie ′′Feuer, Wasser Luft & Erde′′ feststellt: "Mit dieser Anthologie [...] könnte ich mir einen solchen Neuanfang gut vorstellen." Leitner treffe in seinen thematischen Zusammenstellungen ein angemessenes Verhältnis zwischen zeitgenössischer Lyrik und der Poesie vergangener Epochen; gleichzeitig identifiziert er Texte, die eine interessante und ausgewogene Auswahl ausmachen, sodass der Kritiker Franz Schuh in Die Zeit schreibt: "eine bessere kann ich mir nicht vorstellen."
Bemerkenswert bleibt seine innovative Energie lyrische Formate durch die anthologisierende Zusammenführung von Texten um einen Kern zu konstituieren – beispielsweise um die SMS-Lyrik oder den kulturellen Raum Bayerns in der Anthologie Ois is Easy. Hierbei wird die herausgeberische Tätigkeit Leitners zum stilbildenden Moment unter realen Marktbedingungen. Daher urteilten vermehrt Rezensenten: "So ein Buch gab es bisher noch nie." Im Hinblick auf die Bayern-Anthologie Leitners Ois is Easy sagte der Bayerische Rundfunk: "Hier sind zeitgenössische Gedichte aus Bayern versammelt, in vielen Tonlagen, in Hochsprache und Mundart, aus allen bayerischen Sprach- und Kulturlandschaften. Die Reihe der Lyriker reicht von Friedrich Ani über Hans Magnus Enzensberger, Michael Krüger, Reiner Kunze und vielen anderen bis Ludwig Steinherr. In diesem Buch wird die bayerische Literatur der Gegenwart neu vermessen."
Die lyrische Anthologie stellt in formaler Hinsicht für Leitner ein unabschließbares, aber immer wieder durchzuführendes Unterfangen dar, wobei das Durchsetzungsvermögen einzelner Texte am Publikum erprobt wird: Somit ist jedes Anthologie-Projekt für Leitner ein "offenes Projekt."
Gleichzeitig legte Leitner einige Anthologien bewusst so an, damit sie auch als Instrumente der kulturellen Poesie-Vermittlung urbar gemacht werden können. "Für eine Anthologie," schreibt Dietmar Dath in einer Besprechung von Heiß auf Dich, "jugendgeeigneter, jugendnaher oder eben einfach 'irgendwie jugendlicher' 'Lock- und Liebesgedichte', wie sie Anton G. Leitner und Anja Utler herausgegeben haben, spricht, dass die Zeit, in der man seine prägenden Erfahrungen mit dem anderen - oder auch eigenen, na - Hauptsache irgendeinem Geschlecht machen darf, gleichzeitig eine ist, in der man noch nicht soviel gelesen, gehört und gesehen hat, dass man darüber semantische Gewohnheiten entwickelt hätte, die einem, wenn man über Liebe schreibt, suggerieren, man wüßte quasi aus der schreibenden Hand heraus schon ganz gut, worüber man da schreibt."

## DAS GEDICHT. Zeitschrift für Lyrik, Essay und Kritik
1993 hob Anton G. Leitner zusammen mit Ludwig Steinherr die Zeitschrift Das Gedicht. Zeitschrift für Lyrik, Essay und Kritik aus der Taufe, die er von 1994 bis 2007 sowie 2020 bis 2022 alleine und von 2008 bis 2019 sowie 2023 mit wechselnden Mitherausgebern ediert hat. Sie zählt inzwischen zu den auflagenstärksten Literaturzeitschriften im deutschen Sprachraum, die jährlich in Buchstärke erscheint.
Neben vielen anderen Autoren, Institutionen und Lesern, würdigten die Herausgeber der Zeitschrift Die Horen die neugegründete Zeitschrift mehrfach: „[Leitner] gab der Randerscheinung ein neues Zentrum und schuf ein Publikationsorgan von jenem Format, das die bloße Theoriemächtigkeit übersteigt, weil es den Strömungen zeitgenössischer Lyrik ein Forum gibt und die Möglichkeit, sich einander zu beweisen.“
Am 7. November 2024 beschloss der Kulturausschuss des Münchner Stadtrats einstimmig, den literarischen Vorlass und die Archive (Initiative Junger Autoren, Verlagsarchiv Das Gedicht) von Anton G. Leitner für das Monacensia-Literaturarchiv der Stadt München im Hildebrandhaus anzukaufen. Der vereinbarte Ankaufspreis ist geheim.

## Mitgliedschaften
Am 26. September 2009 wurde Leitner als neues Mitglied in den Kreis der Münchner Turmschreiber berufen, am 30. Oktober 2012 wurde er in die "Karl Valentin-Gesellschaft" aufgenommen.
2012 war er Künstlerischer Leiter des "Internationalen Gipfeltreffens der Poesie", der Jubiläumsfeier der Zeitschrift Das Gedicht am 23. Oktober 2012 im Literaturhaus München.
Er ist Mitgründer des PEN Berlin und Mitglied von PEN International sowie der Welt-Poetinnen-Vereinigung Poets of the Planet (PoP).

## Auszeichnungen
- 1996: AusLese der Stiftung Lesen[65]
- 1997: Victor Otto Stomps-Preis[66]
- 1999: Kogge-Förderpreis der Stadt Minden[67]
- 2001: Kulturförderpreis des Landkreises Starnberg[68]
- 2015: Bayerischer Poetentaler der Münchner Turmschreiber[69][70]
- 2016: Tassilo-Kulturpreis der Süddeutschen Zeitung[71][72]
- 2022: Deutscher Verlagspreis[73][74]
- 2022: Verlagsprämie des Freistaats Bayern[75]
- 2023: Deutscher Verlagspreis[76][77]
- 2023/24: Alexander Sacher Masoch-Preis des Literaturhauses Wien[78]

## Werke (Auswahl)

### Als Autor
Lyrik
- Schreite fort, Schritt. Gedichte. Bundesring junger Autoren (BjA), Aachen 1986, ISBN 3-925638-03-2.
- Kleine Welt Runde (Edition Lyrik; Bd. 4). Landpresse, Weilerswist 1994, ISBN 3-930137-20-8.
- Bild Schirm schneit, roter Stich. Einhundert ausgewählte Gedichte. Landpresse, Weilerswist 1997, ISBN 3-930137-53-4.
- Das Meer tropft aus dem Hahn. Fließ, Blätter. 1998–2001. Erweiterte Neuausgabe. Lyrikedition 2000, München 2002, ISBN 3-935877-14-5 (Nachdr. d. Ausg. Berlin 2001).[79]
- Der digitale Hai ist high. Oder Die Gesänge eines gefischten Fischers. Lyrikedition 2000, München 2004, ISBN 3-86520-052-4.
- Im Glas tickt der Sand. Echtzeitgedichte 1980 bis 2005. Edition lichtung, Viechtach 2006, ISBN 3-929517-75-2.
- Ei für zwei. Gedichtbilderbuch. Verlag Sankt Michaelsbund, München 2011, ISBN 978-3-939905-81-3 (illustriert von Peter Boerboom und Paula und Carola Vogt).
- Die Wahrheit über Uncle Spam und andere Enthüllungsgedichte. Daedalus Verlag, Münster 2011, ISBN 978-3-89126-192-7.
- Kopf. Bahnhof. Gedichte von Anton G. Leitner. Bilder von Alfred Wäspi. Carl-Walter Kottnik, Hamburg 2013, ohne ISBN.
- So a Gschiss. Bairisches Schnablgwax. Carl-Walter Kottnik, Hamburg 2015, ohne ISBN.
- Schnablgwax. Bairisches Verskabarett. Lichtung Verlag / Anton G. Leitner Verlag, Viechtach / Weßling 2016, ISBN 978-3-929433-27-2 (Print) / ISBN 978-3-929433-28-9 (E-Book) / ISBN 978-3-929433-34-0 (Hörbuch).
- Selected Poems 1981–2015. Übersetzungen ins Englische von Richard Dove, Paul-Henri Campbell, Anatoly Kudryavitsky und Yulia Kudryavitskaya, Survision Books, Dublin 2018, ISBN 978-1-9995903-8-3. (Online)
- voix en plein trafic / Stimmen im Verkehr. Übersetzung ins Französische von Joël Vincent, Alidades | collection Bilingues, Thonon-les-Bains 2020, ISBN 978-2-919376-71-1.
- Wadlbeissn. Zupackende Verse. Volk Verlag, München 2021, ISBN 978-3-86222-352-7.
- Vater, unser See wartet auf dich. Erinnerungsstücke und nachgerufene Verse. edition Das Gedicht, Weßling 2023, ISBN 978-3-929433-39-5.
- Wohin die Reise gehen könnte. Lyrik deutsch-arabisch. Übersetzungen ins Arabische von Fouad EL-Auwad, Reihe Lyrik-Salon Spezial bei Books on Demand, Norderstedt 2023, ISBN 978-3-7578-1550-9.
- Lueur d’Espoir / Hoffnungsschimmer. Übersetzungen ins Französische von Joël Vincent, Vibration Éditions, Plonévez-Porzay 2025, ISBN 978-2-493992-08-6.

Prosa
- Still Leben Ohne Dichter. Erzählung. Verlag Kowalke, Berlin 1997, ISBN 3-932191-05-6.

Kinderbücher
- Napoleons erster Fall. Eine Geschichte (Pixi-Bücher; 1200). Carlsen, Hamburg 2003, ISBN 3-551-05739-7 (illustriert von Jörg Hülsmann).

### Als Herausgeber
Lyrik
- mit Friedrich Ani, Norbert Kron u. a.: Dichte, denn die Welt ist leck. Gedichte junger Münchner Autoren II. Sonnenreiter-Publikation (Privatdruck), Rosenheim 1985, ISBN 3-88684-056-5.
- mit Olaf Alp: Gedichte über Leben. Goldmann, München 1987, ISBN 3-442-21013-5.
- mit Thomas C. Becker: Eiszeit-Heißzeit. Literatur der 80er Jahre. Goldmann, München 1988, ISBN 3-442-21036-4.
- mit Thomas C. Becker u. a.: Nichts geht mehr - aber spielt ruhig weiter! Liebe made in Germany. Goldmann, München 1989, ISBN 3-442-09642-1.
- mit Anton Wallner: Im Flügelschlag der Sinne. Erotische Gedichte. Initiative Junger Autoren, München 1991, ISBN 3-926684-15-1.
- mit Axel Kutsch: Unterwegs ins Offene. Landpresse, Weilerswist 2000, ISBN 3-930137-96-8.
- mit Anja Utler: Heiß auf dich. 100 Lock- und Liebesgedichte. Dtv/Hanser, München 2002, ISBN 3-423-62088-9.
- SMS-Lyrik. 160 Zeichen Poesie. Dtv/Hanser, München 2002, ISBN 3-423-62124-9.
- Wörter kommen zu Wort. 100 Gedichte aus 10 Jahren "Das Gedicht". Artemis & Winkler, Düsseldorf 2002, ISBN 3-538-06954-9.[80]
- Ein Poet will Dein sein. Liedlyrik. Reclam-Verlag, Leipzig 2004, ISBN 3-379-00825-7.
- Es sitzt ein Vogel auf dem Leim. Rabenschwarze Gedichte. Reclam-Verlag, Leipzig 2004, ISBN 3-379-00824-9.
- Himmelhoch jauchzend - zu Tode betrübt. Poesie für alle Liebeslagen. Dtv/Hanser, München 2004, ISBN 3-423-62186-9.
- Herz, was soll das geben? Liebesgedichte. Reclam-Verlag, Leipzig 2005, ISBN 3-379-00857-5.
- mit Siegfried Völlger: Zum Teufel, wo geht's in den Himmel? Poetische Wege. Dtv/Hanser, München 2005, ISBN 3-423-62228-8.
- mit Gabriele Trinckler: Der Garten der Poesie. Dtv, München 2006 (Neuausg. 2010), ISBN 3-423-13860-2.
- Die Arche der Poesie. Lieblingsgedichte deutscher Dichter. Dtv, München 2007, ISBN 978-3-423-13561-0.
- "Kinder, Kinder!" Gedichte zur Kindheit (RUB; 18368) Philipp Reclam jun., Stuttgart 2007, ISBN 978-3-15-018368-7.
- Mutters Hände, Vaters Herz. Familiengedichte aus 2500 Jahren (Edition Chrismon). Hansisches Druck- & Verlagshaus, Frankfurt am Main 2007, ISBN 978-3-938704-36-3.
- Zu mir oder zu dir? Verse für Verliebte. Dtv/Hanser, München 2008, ISBN 978-3-423-62341-4.
- Im Ursprung ein Ei sprang. Gedichte vom Werden und Vergehen (Edition Chrismon). Hansisches Druck- & Verlagshaus, Frankfurt am Main 2008, ISBN 978-3-938704-59-2.
- Ohne dich bin ich nicht ich. Poesie in jeder Beziehung (Edition Chrismon). Hansisches Druck- & Verlagshaus, Frankfurt am Main 2008, ISBN 978-3-938704-70-7.
- mit Gabriele Trinckler: Gedichte für Nachtmenschen. Dtv, München 2008, ISBN 978-3-423-13726-3.
- mit Gabriele Trinckler: Ein Nilpferd schlummerte im Sand. Gedichte für Tierfreunde. mit Zeichnungen von Reinhard Michl. Dtv, München 2009, ISBN 978-3-423-13754-6.
- power. lyrik. Dtv, München 2009, ISBN 978-3-423-13777-5.
- relax. lyrik. Dtv, München 2009, ISBN 978-3-423-13778-2.
- smile. lyrik. Dtv, München 2009, ISBN 978-3-423-13779-9.
- Feuer, Wasser, Luft & Erde. Die Poesie der Elemente. Philipp Reclam jun., Stuttgart, 1. Aufl. 2003 (Universal-Bibliothek), 3-15-018246-8, 2. Aufl. 2009, ISBN 978-3-15-010727-0.
- Die Hoffnung fährt schwarz. Gedichte. Verlag Sankt Michaelsbund, München 2010, ISBN 978-3-939905-60-8.[81]
- "Ois is easy". Gedichte aus Bayern. Verlag Sankt Michaelsbund, München 2010, ISBN 978-3-939905-71-4.
- Gedichte für Zeitgenossen. Lyrik aus 50 Jahren. Dtv, München 2011, ISBN 978-3-423-14006-5.
- Ein Känguru mit Stöckelschuh. Neue Gedichte für Kinder. Verlag Sankt Michaelsbund, München 2012.
- mit Gabriele Trinckler: Weihnachtsgedichte. Dtv, München 2012 (Neuausg. 2014 und 2015), ISBN 978-3-423-14165-9.
- mit Gabriele Trinckler: Gedichte für Reisende. Dtv, München 2015, ISBN 978-3-423-14393-6.
- mit Hiltrud Herbst: Weltpost ins Nichtall. Poeten erinnern an August Stramm. Daedalus Verlag, Münster 2015, ISBN 978-3-89126-310-5.
- Pausenpoesie. Gedichte zum Neustarten. edition DAS GEDICHT im Anton G. Leitner Verlag, Weßling 2015, ISBN 978-3-929433-26-5.
- Mach dein erstes Türchen auf! Neue Gedichte zur Weihnacht. Reclam Verlag, Ditzingen 2016, ISBN 978-3-15-011080-5.
- Heimat. Gedichte. Reclam Verlag, Ditzingen 2017, ISBN 978-3-15-011099-7.
- Der Himmel von morgen. Gedichte über Gott und die Welt. Reclam Verlag, Ditzingen 2018, ISBN 978-3-15-011051-5.
- Die Bienen halten die Uhren auf. Naturgedichte. Reclam Verlag, Ditzingen 2020, ISBN 978-3-15-011249-6.
- Gedichte für alle Liebeslagen. Reclam Verlag, Ditzingen 2021, ISBN 978-3-15-011315-8.
- Lichtblicke: Gedichte, die Mut machen. Reclam Verlag, Ditzingen 2022, ISBN 978-3-15-011377-6.
- Jede Jahreszeit ist schön. Gedichte für Frühling, Sommer, Herbst und Winter. Reclam Verlag, Ditzingen 2025, ISBN 978-3-15-011507-7.

Essays
- Experimente mit dem Echolot. Der modernen Dichtung auf den Grund gehen; die besten Aufsätze aus zehn Jahren "Das Gedicht". Lyrikedition 2000, München 2002, ISBN 3-935877-13-7.